# Maka Mary
Pour les articles homonymes, voir Maka.
Maka Mary, né le 27 mars 1989 à Créteil, est un footballeur professionnel français qui évolue en tant que défenseur au SC Bastia.

## Biographie
Formé à l'US Créteil, où il commence à jouer au football à 6 ans, Maka Mary rejoint le centre de formation du Havre AC, à 17 ans, où il reste trois saisons et demie. Maka Mary y commence sa carrière professionnelle en disputant quatre matchs de première division lors de la saison 2008-2009. Après une deuxième saison en réserve, il signe en 2010 au SC Bastia, qui vient d'être relégué en National. 
Athlétique et vif, il réalise des performances saluées par les observateurs. L'objectif d'une remontée immédiate en Ligue 2 est atteint, l'équipe remportant même le championnat. La saison suivante voit le club corse remporter dans la foulée le championnat de France de Ligue 2 en 2011-2012
.

## Carrière
- 2008-2009 :  Le Havre AC (L1, 4 matchs)
- 2009-2010 :  Le Havre AC B (CFA)
- 2010-2011 :  SC Bastia (National, 22 matchs)
- 2011-2012 :  SC Bastia (L2, 23 matchs)
- 2012-2014 :  SC Bastia (L1, 4 matchs)
- jan. 2016-2016 :  Sainte-Geneviève Sports
- 2016-2017 :  Paris FC
- 2017-2019  :  SC Bastia

## Palmarès
- Champion de France de Football de National en 2011 avec le SC Bastia
- Champion de France de Ligue 2 en 2012 avec le SC Bastia